# Prostomatea
Prostomatea sind eine Gruppe innerhalb der Ciliophora, klassisch wurden sie im Rang einer Klasse geführt. Prostomatea kommen sowohl terrestrisch, als auch in Süß- und Salzwasser vor. Die meisten Arten innerhalb der Gruppe ernähren sich von anderen Ciliaten.

## Merkmale
Obwohl die Gruppe Prostomatea einen Größenbereich von unter 20 µm (Urotricha) bis hin zu einigen hundert µm (Holophrya) abdeckt, ist die Formenvielfalt begrenzt. Prostomatae sind eiförmig bis tonnenförmig mit apikalem oder subapikalem Cytostom (Zellmund), oft einer oder mehreren caudalen Cilien und einer Bewimperung die in Längsstreifen angeordnet mindestens die vorderen zwei Drittel des Körpers, oft auch den ganzen bedeckt.
Kennzeichnend für die Gruppe Prostomatea ist die Bewimperung der Mundregion mit Dikinetiden, die radial oder tangential um die Mundregion herum angeordnet sind.

## Systematik

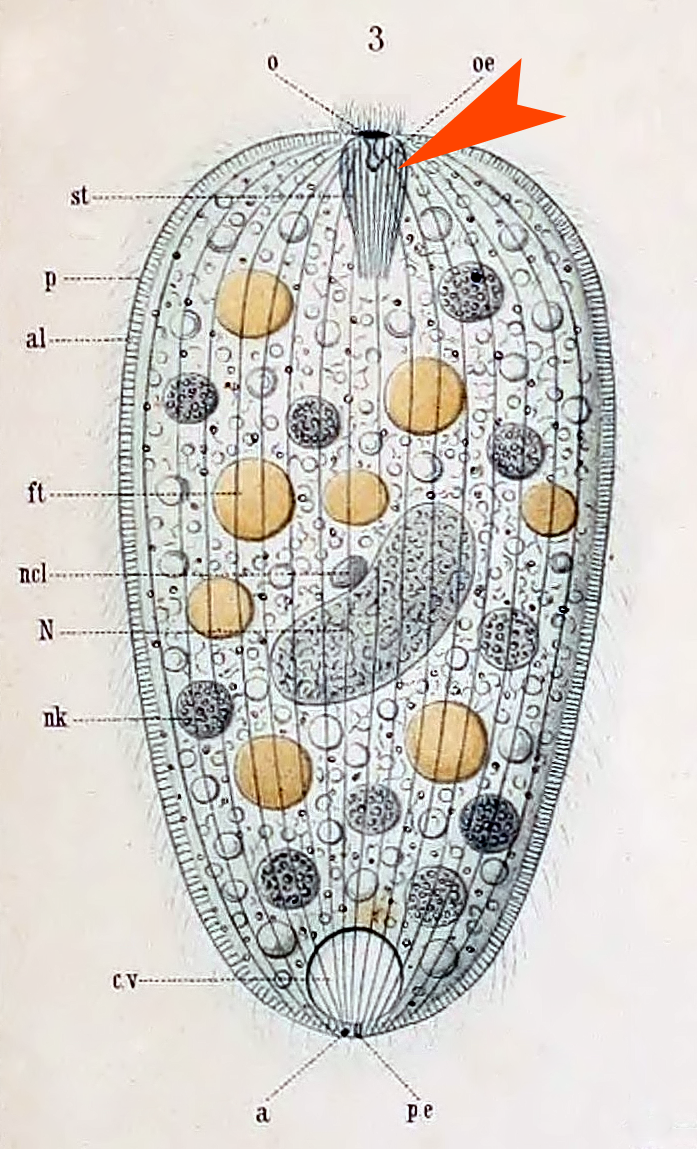
Holophrya discolor aus einer Originaltafel von Schewjakow: Ein Beispiel für das bei Prostomatea typische apikale Cytostom (roter Pfeil). o = Zellmund, oe = Schlund, st = Stäbchenapparat, ncl = mitotischer Zellkern, N = Makronukleus, cv = kontraktile Vakuole.

Die Gruppe wurde 1896 von Wladimir Timofejewitsch Schewjakow erstbeschrieben. Das Fachwort Prostomatea kommt aus dem Griechischen: von πρό (pró) vor bzw. voran und von στόμα (stóma) Mund; die Zusammensetzung bedeutet Voran-Mund. Die Bezeichnung verweist auf das apikal (am vorderen Ende der Zelle) oder subapikal liegende Cytostom.
Unter den ihr gleichrangigen Gruppen der Ciliaten ist sie nach Anzahl der enthaltenen Gattungen und Arten die kleinste. Sie wird wie folgt untergliedert:
- Prostomatida
  - Apsiktratidae
    - Apsiktrata

  - Metacystidae
    - Metacystis
    - Pelatractus
    - Vasicola

- Prorodontida
  - Balanionidae
    - Balanion

  - Colepidae
    - Coleps
    - Baikalocoleps
    - Kotinia
    - Macrocoleps
    - Plagiopogon
    - Planicoleps
    - Tiarina
    - Tiarinella

  - Holophryidae
    - Holophrya
    - Cryptocaryon
    - Pelagothrix
    - Pleurofragma
    - Fundenia - Incertae sedis in der Familie

  - Lagynidae
    - Lagynus

  - Placidae
    - Placus
    - Spathidiopsis

  - Plagiocampidae
    - Chilophrya
    - Paraurotrichia
    - Plagiocampa
    - Plagiocampides - Incertae sedis in der Familie

  - Prorodontidae
    - Prorodon

  - Urotrichidae
    - Urotricha
    - Bursellopsis
    - Dissothigma
    - Longifragma
    - Longitricha
    - Rhagadostoma

Incertae sedis in der Gruppe der Prostomatea:
- -     - Amphibothrella
    - Peridion
    - Peridionella

Incertae sedis in der Gruppe der Prostomatea:
- - Malacophryidae
    - Malacophrys

## Lebensweise
Prostomatea kommen sowohl terrestrisch, in Meerwasser als auch in Süßwasser vor.
Die meisten Arten innerhalb der Prostomatea ernähren sich von anderen Ciliaten, größere Formen erbeuten sogar Metazoen und von der Gattung Holophrya ist beschrieben, wie ein Individuum einen Tentakel einer Hydra fusca verschlang. Zu den wenigen auf bestimmte Beute spezialisierten Arten gehört Urotricha synuraphaga, die ausschließlich auf Zellen der Goldalge Synura spezialisiert ist.
Einige Arten sind pathogen. Cryptocaryon irritans ist der Erreger der so genannten "White Spot Disease", einer gefährlichen Hauterkrankung bei Meeresfischen. Auch die Gattung Coleps gilt als Erreger einer Fischkrankheit.